# صنعت فیلم
صنعت فیلم یا صنعت فیلمسازی (به انگلیسی: Film industry) به محدوده گسترده‌ای از فعالیت‌ها و ایجاد زیرساخت‌های سوددهی اقتصادی در زمینه فیلم‌سازی گفته می‌شود. این موضوع خود از موضوعاتی چون استودیوهای فیلم‌سازی، فیلم‌برداری، فیلم‌سازی، نویسندگی، کارگردانی، تهیه‌کنندگی و سایر عوامل تولید فیلم آغاز و در موضوعات دیگری چون جشنواره‌ها، توزیع فیلم و تبلیغات تجاری ادامه می‌یابد.

## آمار

### بزرگ‌ترین صنایع از نظر تعداد تولیدات فیلم
در زیر فهرستی از ۱۲ کشور برتر از نظر تعداد فیلم‌های بلند تولید شده (داستانی، انیمیشن و مستند) که توسط مؤسسه آمار یونسکو تهیه شده، آمده‌است مگر اینکه خلاف آن ذکر شده باشد.
| رتبه | کشور             | فیلم‌ها | سال  |
| ---- | ---------------- | ------ | ---- |
| ۱    | سینمای هند       | ۱٬۶۹۱  | ۲۰۲۲ |
| ۲    | سینمای آمریکا    | ۱٬۳۶۱  | ۲۰۲۲ |
| ۳    | سینمای مکزیک     | ۱٬۲۸۹  | ۲۰۲۲ |
| ۴    | سینمای ژاپن      | ۶۳۴    | ۲۰۲۲ |
| ۵    | سینمای اسپانیا   | ۳۲۰    | ۲۰۲۲ |
| ۶    | سینمای فرانسه    | ۲۸۷    | ۲۰۲۲ |
| ۷    | سینمای ایتالیا   | ۲۷۳    | ۲۰۲۲ |
| ۸    | سینمای بریتانیا  | ۲۲۰    | ۲۰۲۲ |
| ۹    | سینمای آلمان     | ۱۹۲    | ۲۰۲۲ |
| ۱۰   | سینمای چین       | ۱۷۴    | ۲۰۲۲ |
| ۱۱   | سینمای برزیل     | ۱۷۳    | ۲۰۲۲ |
| ۱۲   | سینمای کره جنوبی | ۱۰۶    | ۲۰۲۲ |

### بزرگ‌ترین بازارها بر اساس درآمد باکس آفیس
بر اساس گزارش THEME 2022 توسط MPA، کشورهای زیر بزرگ‌ترین بازارهای باکس آفیس از نظرِ درآمد ناخالص باکس آفیس هستند.
| رتبه | کشور                               | درآمد باکس آفیس (میلیارد دلار آمریکا) | سال  | درآمد باکس آفیس از فیلم‌های ملی |
| ---- | ---------------------------------- | ------------------------------------- | ---- | ------------------------------ |
| —    | جهان                               | ۲۵.۹                                  | ۲۰۲۲ | —                              |
| ۱    | ایالات متحده آمریکا و کانادا       | ۷.۴                                   | ۲۰۲۲ | ۷۰%% (۲۰۲۱)                    |
| —    | اتحادیه اروپا                      | ۵.۵                                   | ۲۰۲۲ | ۲۸٫۴% (۲۰۲۲)                   |
| ۲    | ژاپن                               | ۱.۶                                   | ۲۰۲۲ | ۷۹٫۳% (۲۰۲۱)                   |
| 3    | بریتانیا و جمهوری ایرلند           | ۱.۱                                   | ۲۰۲۲ | ۴۴٫۳% (۲۰۱۷)                   |
| ۴    | چین                                | ۰.۹۶                                  | ۲۰۲۲ | ۶۲% (۲۰۱۸)                     |
| ۵    | فرانسه                             | ۰.۹                                   | ۲۰۲۲ | ۳۶٫۲% (۲۰۱۷)                   |
| ۶    | هند                                | ۰.۶                                   | ۲۰۲۲ | ۸۵% (۲۰۱۵)                     |
| ۷    | کره جنوبی                          | ۱.۳                                   | ۲۰۲۲ | ۵۴% (۲۰۲۲)                     |
| ۸    | استرالیا                           | ۰.۶                                   | ۲۰۲۲ | ۵٫۲ (۲۰۲۲)                     |
| ۹    | آلمان                              | ۰.۵                                   | ۲۰۲۲ | ۲۶٫۳% (۲۰۱۷)                   |
| ۱۰   | روسیه و کشورهای مستقل مشترک‌المنافع | ۰.۳                                   | ۲۰۲۲ | ۴۲% (۲۰۲۲)                     |

### بزرگ‌ترین بازارها از نظر تعداد بلیت
کشورهای زیر بزرگ‌ترین بازارهای باکس آفیس از نظر تعداد بلیت فروخته شده هستند.
| رتبه | کشور                | تعداد (میلیون بلیت) | سال  |
| ---- | ------------------- | ------------------- | ---- |
| ۱    | هند                 | ۹۸۱                 | ۲۰۲۲ |
| ۲    | ایالات متحده آمریکا | ۷۱۴                 | ۲۰۲۲ |
| ۳    | چین                 | ۷۱۲                 | ۲۰۲۲ |
| ۴    | مکزیک               | ۱۸۱                 | ۲۰۲۲ |
| ۵    | فرانسه              | ۱۵۲                 | ۲۰۲۲ |
| ۶    | ژاپن                | ۱۵۲                 | ۲۰۲۲ |
| ۷    | بریتانیا            | ۱۲۸                 | ۲۰۲۲ |
| ۸    | کره جنوبی           | ۱۱۲                 | ۲۰۲۲ |
| ۹    | برزیل               | ۹۵                  | ۲۰۲۲ |
| ۱۰   | آلمان               | ۷۳                  | ۲۰۲۲ |